# 1596 en philosophie
Chronologie de la philosophie
- 1592
- 1593
- 1594
- 1595
- 1596
- 1597
- 1598
- 1599
- 1600

L’année 1596 a été marquée, en philosophie, par les événements suivants :

## Naissances
- Jean de Silhon est un philosophe et homme politique français, né à Sos vers 1596 et mort à Paris en février 1667.

- 31 mars à La Haye-en-Touraine (aujourd'hui Descartes) : René Descartes, mort le 11 février 1650 à Stockholm, est un mathématicien, physicien et philosophe français.

## Décès
- Jean Bodin, né en 1529 ou 1530 à Angers et mort en 1596 à Laon, est un jurisconsulte, économiste, philosophe et théoricien politique français, qui influença l’histoire intellectuelle de l’Europe par ses théories économiques et ses principes de « bon gouvernement » exposés dans des ouvrages souvent réédités. La diffusion du plus célèbre d'entre eux, Les Six Livres de la République, n'a été égalée que par De l'esprit des lois de Montesquieu[1]. En économie politique, il perçoit les dangers de l'inflation et élabore la théorie quantitative de la monnaie à l'occasion d'une controverse avec Monsieur de Malestroit. Enfin, il établit une méthode comparative en droit et en histoire qui fécondera les travaux de Grotius et Pufendorf.